# Nyteologi
Ej att förväxlas med den romersk-katolska rörelsen, Nouvelle théologie
Nyteologi är en term som i förstahand har använts som skällsord (nyteolog) från konservativt frikyrkligt håll i Sverige. Termen användes för att beskriva kristna rörelser och predikanter, vilka förkunnade en lära som ansågs vara rent okristlig. Detta för att den läran kunde ifrågasätta bland annat mirakler och till och med Jesus gudomlighet. Vad man behöll var själva kärleksläran, medan man avvisade bokstavstro och sökte vara icke-dömande. Idag används närmast termen liberalteologi, då både i nedvärderande såväl som objektiv mening.